# Mordella armeniaca
Mordella armeniaca is een keversoort uit de familie spartelkevers (Mordellidae). De wetenschappelijke naam van de soort is voor het eerst geldig gepubliceerd in 2004 door Odnosum.